# Nubar Paša
Nubar Paša, arabsky نوبار باشا‎, arménsky Նուպար Փաշա, rodným jménem Nubar Nubarjan, arménsky Նուպար Նուպարեան (Leden 1825, İzmir – 14. leden 1899, Paříž) byl arménsko-egyptský politik a první premiér Egypta. Tuto funkci zastával ve třech obdobích, v letech 1878-1879, 1884-1888 a 1894-1895.

## Život
Byl synem arménského obchodníka, který se oženil s příbuznou Bogose Bej Jusufiana, ministra místokrále Muhammada Alí Paši. To mu otevřelo cestu k vysokým státním funkcím, přestože byl křesťanem.
Získal vzdělání u jezuitů ve Francii, kde se naučil skvěle francouzsky a řadu dalších jazyků. Důvěrně se také obeznámil s evropskou kulturou, což mu později dobře posloužilo při jednání s evropskými politiky.
V osmnácti se vrátil do Egypta a začal pracovat pro Bogose Beje, který v té době zastával funkci ministra obchodu a zahraničí. Poté povýšil do pozice druhého tajemníka Muhammada Alí Paši a ještě později (1845) prvního tajemníka Muhammadova syna a nového místokrále Egypta Ibrahíma Paši. Do stejné funkce Nubara přijal i Ibrahímův nástupce Abbás Paša. Pro Ibrahíma i Abbáse vykonal Nubar řadu diplomatických misí, klíčové bylo zejména jednání v Londýně, v němž měl přimět Osmanskou říši, aby dodržela své smlouvy, které udržovaly pozici rodu Muhammada Alího v Egyptě. Za úspěšná jednání obdržel titul „bej“ (náčelník).

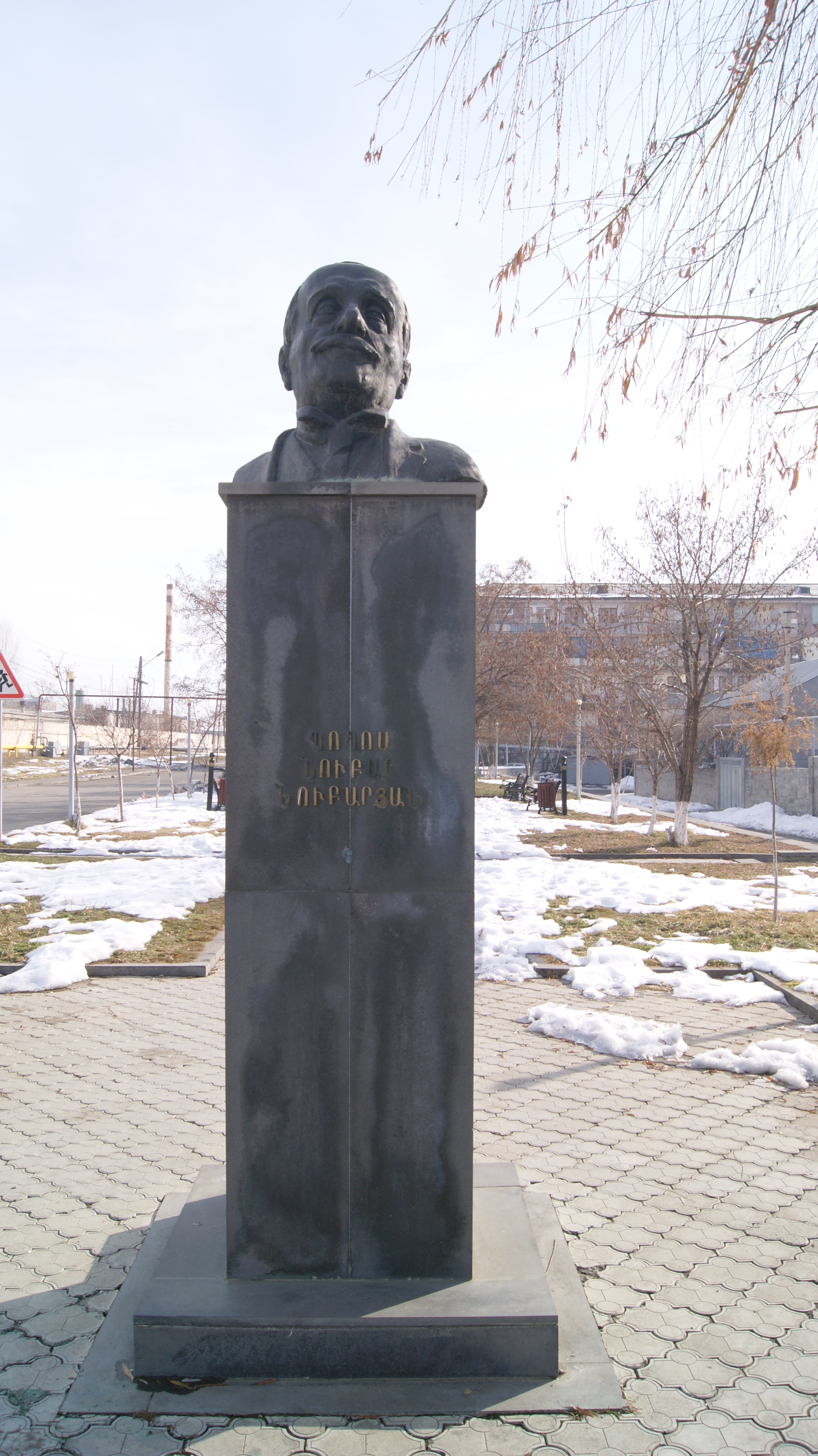
Pomník v Jerevanu

Abbásův nástupce Muhammad Saíd Paša odvolal Nubara z funkce (1854), nicméně již dva roky poté ho udělal svým prvním tajemníkem a pověřil zejména správou v oblasti dopravy. Nubar se pak zasloužil o dobudování železničního spojení mezi Káhirou a Suezem. Vrtkavý Saíd sice Nubara znovu propustil, ale prvním tajemníkem ho jmenoval znovu a tuto funkci zastával až do Saídovy smrti roku 1863.
Saídův nástupce Ismail Paša učinil z Nubara svého klíčového muže a pověřil ho zejména řízením výstavby Suezského průplavu. Navzdory místokrálovým pochybnostem o možnostech dokončit tak obrovský projekt, Nubar byl tak úspěšný, že mu Ismail udělil titul Paša, jen zřídkakdy udělovaný křesťanům. Navíc se mu podařilo urovnat spory mezi Egyptem a stavební společností, za pomoci arbitráže Napoleona III. Po návratu z pařížských jednání byl jmenován ministrem veřejných prací, v roce 1866 pak ministrem zahraničních věcí. V této funkci se mu podařilo prosadit soudní reformu a vytvořit systém smíšených soudů (vznikl v roce 1875) – do té doby mohli být příslušníci sedmnácti různých národů obžalováni za zločiny spáchané na území Egypta jen u soudu své země (na konzulátě). Nubar přesvědčil všech 17 mocností (včetně Francie, Ruska či Itálie), aby se zřekly této pravomoci a nechaly své občany soudit etnicky smíšenými tribunály v Egyptě dle jednotného egyptského práva.
Ismailova správa země byla nicméně nezodpovědná a Egypt přivedla na pokraj bankrotu. Navíc Ismail nerespektoval mnohá rozhodnutí mezinárodních soudů, jež prosadil Nubar, a začal jejich zřízení litovat. To přimělo Velkou Británii a Francii k intervencím. Ismail se podvolil a ministerstvo financí (Charles Rivers Wilson) a ministerstvo veřejných prací (Markýz de Blignières) začali řídit zástupci těchto dvou velmocí. Nubar byl postaven do čela kabinetu a v této chvíli se pokusil omezit Ismailovu moc zavedením konstituční vlády, což vedlo Ismaila k podněcování vzpoury v armádě. Francie s Británií se v této chvíli za Nubara nepostavily a nechaly ho odvolat, avšak brzy pochopily, že situace je neudržitelná a po dohodě s osmanským sultánem Ismaila zbavily vlády a nahradily ho jeho synem Tawfiqem (1879).
Roku 1882 Británie nakonec Egypt vojensky obsadila a Nubara jmenovala znovu premiérem (1884). Britové omezili na minimum moc místokrále a posílili právě pravomoci premiéra, nicméně Nubar byl pouhým vykonavatelem britské vůle (zejména lorda Cromera), jak sám s trpkostí přiznal. Přesto ho roku 1888 Britové odvolali (částečně i pod tlakem místokrále Tawfiqa) jako příliš nezávislého. Nahradil ho Rijad Paša. Roku 1894 byl Nubar znovu jmenován premiérem, avšak krátce poté rezignoval, kvůli špatnému zdravotnímu stavu i sporům s Brity.
Nubarův syn, Bogos Nubar, nechal roku 1930 v Jerevanu postavit novou čtvrť, která byla pojmenována Nubarašen, na počest Nubara Paši.